# Mehmet Aurélio
Mehmet Aurélio (nacido como Marco Aurélio Brito dos Prazeres en Río de Janeiro, Brasil, 15 de diciembre de 1977) es un exfutbolista turco que jugaba de centrocampista. Su último equipo fue el Besiktas de la Superliga de Turquía.

## Trayectoria
Comenzó a jugar al fútbol en el club juvenil del Bangu Club de Brasil en 1993 y jugó en este equipo hasta 1995. Se profesionalizó en el Flamengo en 1995 y jugó hasta 2001. En 2001, tuvo un breve paso por Olaria antes de ser transferido al Trabzonspor ese mismo año. Aurélio jugó en el representante del Mar Negro hasta 2003 y marcó 15 goles en 64 partidos en los que sirvió. Aurélio, que aceptó la oferta de transferencia del Fenerbahçe en 2003 y vistió la camiseta amarillo-azul, jugó allí hasta 2008. Jugó 219 partidos en el Fenerbahçe, marcó 20 goles en total. Aurélio, que llegó al Real Betis en 2008, marcó 6 goles en 58 partidos en España. 
En la temporada 2010-11 , el Beşiktaş firmó un contrato de 2 años a petición del técnico Schuster. En 2013, regresó a Olaria, donde pondría punto final a su carrera.

## Selección nacional
Ha sido internacional con la selección de fútbol de Turquía en 20 ocasiones. Su debut se produjo en 16 de agosto de 2006 en un partido amistoso contra Luxemburgo. Marcó su primer gol con su selección el 12 de septiembre de 2007 en un partido contra Hungría. Fue convocado para participar en la Eurocopa de Austria y Suiza de 2008. Turquía llegó a semifinales y Mehmet Aurélio disputó todos los encuentros de su equipo, a excepción del encuentro contra Croacia debido a una sanción por acumulación de tarjetas amarillas.

## Clubes
| Club                     | País    | Año       |
| ------------------------ | ------- | --------- |
| Sport Recife             | Brasil  | 1989-1992 |
| Bahia                    | Brasil  | 1992-1994 |
| Duque de Caxias (cedido) | Brasil  | 1995      |
| Flamengo                 | Brasil  | 1995-2001 |
| Olaria                   | Brasil  | 2002-2002 |
| Trabzonspor              | Turquía | 2002-2004 |
| Fenerbahçe               | Turquía | 2004-2008 |
| Real Betis Balompié      | España  | 2008-2010 |
| Besiktas                 | Turquía | 2010-2013 |
| Olaria                   | Brasil  | 2013      |

## Palmarés

### Campeonatos nacionales
| Título               | Club        | País    | Año  |
| -------------------- | ----------- | ------- | ---- |
| Campeonato Carioca   | Flamengo    | Brasil  | 1996 |
| Campeonato Carioca   | Flamengo    | Brasil  | 1999 |
| Campeonato Carioca   | Flamengo    | Brasil  | 2000 |
| Campeonato Carioca   | Flamengo    | Brasil  | 2001 |
| Copa de Turquía      | Trabzonspor | Turquía | 2003 |
| Superliga de Turquía | Fenerbahçe  | Turquía | 2004 |
| Superliga de Turquía | Fenerbahçe  | Turquía | 2005 |
| Superliga de Turquía | Fenerbahçe  | Turquía | 2007 |
| Supercopa de Turquía | Fenerbahçe  | Turquía | 2004 |

### Copas internacionales
| Título                   | Club     | País   | Año  |
| ------------------------ | -------- | ------ | ---- |
| Copa de Oro Nicolás Leoz | Flamengo | Brasil | 1996 |
| Copa Mercosur            | Flamengo | Brasil | 1999 |

- Datos: Q361352
- Multimedia: Mehmet Aurélio / Q361352